# Jannes Vincent
Jannes Vincent (Holten, 21 januari 1820 – aldaar, 30 oktober 1897) was een Nederlandse burgemeester.

## Leven en werk
Vincent was een zoon van de burgemeester van Holten Jan Vincent en Maria Dikkers. Hij volgde zijn vader op als burgemeester van Holten, tevens vervulde hij de functie van gemeentesecretaris van deze plaats. Vincent was meer dan 50 jaar burgemeester van Holten van 1844 tot zijn overlijden in 1897.
Tijdens zijn burgemeesterschap werd hij samen met zijn zoon en enkele anderen veroordeeld tot een geldboete van ƒ 40 (subsidiair 7 dagen gevangenisstraf) wegens het buiten de jachttijd samen met meer dan vier personen schieten van een hert zonder vergunning van de Commissaris des Konings. Het hert en de geweren werden verbeurdverklaard. Het vormde geen beletsel voor de carrière van vader en zoon. Vincent bleef burgemeester van Holten en zoon Everhardus werd gemeentesecretaris. Vincent was van 1880 tot 1886 voor het district Markelo lid van Provinciale Staten van Overijssel.
Vincent trouwde op 16 februari 1847 te Voorst met de in Terwolde geboren Everdina Ankersmit.